# レエリナサウラ
レエリナサウラ (学名 Leaellynasaura) は、中生代前期白亜紀に当時のオーストラリア大陸に生息していた小型の草食恐竜。属名は発見者であるトム･リッチとパトリシア･リッチの愛娘で、本種の発掘にも貢献したリエーリン（レリン）・リッチにちなむ。また模式種 L. amicagraphica（レエリナサウラ・アミカグラフィカ）の種名は、ヴィクトリア博物館とナショナルジオグラフィック協会にいる2人の友人から命名された。ラエリナサウラ、レアエリナサウラとも書かれる。
体長は0.6メートルから0.8メートル程度。化石から非常に大きな目を持っていたことが確認されている。また脳も大きく、頭骨内にシルトで形成された脳の雄型からは、視葉が発達していたことが判明した。このことから、レエリナサウラは極めて優れた視力を持っていたと推測されている。これは、当時のオーストラリアは南極圏であり、1年の半分は日照時間が極端に短いことに適応したためと考えられている。また氷点下近くまで気温が低下する厳しい冬の環境下であるに関わらず、骨には成長停止線（成長が停滞、あるいは停止した際に現れる線。大半の恐竜にも見られる）が存在しないことから、おそらく1年を通じて高い代謝を保つことができる恒温動物であった可能性が高いとされる。近年では、羽毛があった、あるいは穴を掘って冬を越していたのではとの説が出ている。白亜紀のオーストラリアの地層からは、小型恐竜が残したとされる巣穴の化石が見つかっており、近縁種オリクトドロメウスが穴居生活者だったことを踏まえると、本種ないし本種と共存した小型鳥脚類も、オーストラリアにて穴居生活を営んでいた可能性がある。